# Мычельский, Ян
Ян Мыче́льский (в некоторых источниках ошибочно называется Мыцельский, пол. Jan Mycielski; 7 февраля 1932 — январь 2025) — польский, затем американский математик. Наиболее известен как один из авторов аксиомы детерминированности. Труды в области математической логики, топологии, теории графов, философии математики. Член Американского математического общества (1978). Лауреат приза Стефана Банаха (1965) Польского математического общества, приза Фонда Альфреда Южиковского (1977) и медали Вацлава Серпинского (1990).

## Биография
Родился в 1932 году в Силезии. В 1957 году защитил диссертацию в области теории групп во Вроцлавском университете. В 1959 году женился на Эмилии Пшездзецкой (Emilia Przezdziecka).
Далее работал в парижском Национальном центре научных исследований, Польском математическом институте, Калифорнийском университете в Беркли, Университете Кейс Вестерн Резерв.
С 1969 года — профессор Колорадского университета в Боулдере. В качестве приглашённого (visiting) профессора одновременно работал в нескольких других учебных и научных заведениях. С 1998 года — почётный профессор. Гражданин США с 1975 года.
22 января 2025 года было объявлено о смерти Яна Мычельского.

## Научная деятельность
В 1962 году, ещё будучи студентом, Мычельский вместе со своим преподавателем Гуго Штейнгаузом опубликовал открытую ими аксиому детерминированности. Из других его научных заслуг:
- Мычельскиан в теории графов.
- Граф Мычельского — Грёча.
- Последовательность Эренфойхта — Мычельского[англ.] — генератор псевдослучайных двоичных цифр.
- Теорема Мычельского.

В качестве редактора участвовал и участвует в издании журналов Algebra Universalis (с 1971), Transactions of the American Mathematical Society (1980—1985), Fundamenta Mathematicae (с 1984), Games and Economic Behavior (1985—1992). Также редактировал издание серий монографий Encyclopedia for Pure and Applied Mathematics (с 1975) и Contemporary Mathematics (1983—1989).

## Основные труды
- (1955) Mycielski, Jan. Sur le coloriage des graphes // Colloq. Math.. — 1955. — Т. 3.
- (1962) Mycielski, Jan; Steinhaus, Hugo. A mathematical axiom contradicting the axiom of choice. Bulletin de l’Académie Polonaise des Sciences. Série des Sciences Mathématiques, Astronomiques et Physiques 10: 1-3. ISSN 0001-4117. MR 0140430.
- (1964) Mycielski J., Swierczkowski S. On the Lebesgue measurability and the axiom of determinateness, Fundamenta Mathematica, 54: 67-71.
- (1964) Mycielski, J. On the axiom of determinateness, Part I, Fundamenta Mathematica, 53: 205—224.
- (1966) Mycielski, J. On the axiom of determinateness, Part II, Fundamenta Mathematica, 59: 203—212.
- (1972) Mycielski, J. Remarks on capacitability, American Mathematical Society Notices 19: A-765.
- (1981) Mycielski, Jan. Analysis without actual infinity. The Journal of Symbolic Logic. Volume 46, Number 3, Sept. 1981.
- (1988) Mycielski, J. Theories of pursuit and evasion, Journal of Optimization Theory and Applications. 56: 271—284.
- (1989) Mycielski, J. The meaning of pure mathematics, Journal of Philosophical Logic 18 (3):315 — 320 (1989).
- (1990) Jan Mycielski; Pavel Pudlák; Alan S Stern. A lattice of chapters of mathematics : interpretations between theorems. Providence, R. I., USA : American Mathematical Society. Series: Memoirs of the American Mathematical Society, no. 426.
- (2006) Mycielski, J. A System of Axioms of Set Theory for the Rationalists, American Mathematical Society Notices volume 53, № 2.